# Lars Larsson (atleta)
|  | Per a altres significats, vegeu «Lars Larsson». |

Lars Larsson   (Lidingö, 17 de juny de 1911 - Lidingö, 29 de gener de 1993) fou un atleta suec, especialista en les 3.000 metres obstacles, que va competir durant les dècades de 1930 i de 1940.
El 1936 va prendre part en els Jocs Olímpics d'Estiu de Berlín, on fou sisè en la cursa dels 3.000 metres obstacles del programa d'atletisme. El 1938 guanyà una medalla d'or en els 3.000 metres obstacles al Campionat d'Europa d'atletisme.
En el seu palmarès també destaquen cinc campionats nacionals d'obstacles, entre 1936 i 1940. Alhora millorà el rècord nacional de l'especialitat diverses vegades. Es va retirar el 1941 per una lesió a les cames i després va treballar com a secretari.

## Millors marques
- 3.000 metres obstacles. 9' 07.0" (1940)[1][4]